# 이현주 (모델)
이현주(1978년 2월 28일 ~ )는 대한민국의 광고 모델이다. 1996년 CF '롯데제과 제크'로 데뷔했다.

## 작품활동
- 2011 후시딘, kt 올레, adt캡스 워킹맘 패키지
- 2010 대우건설 푸르지오, 복분자, 이가탄 외 다수
- 2009 앙드레 김 쥬얼리, kt집전화 등 다수
- 2008 대한항공, 신한증권 등 다수
- 2012 lg유플러스, 청정원, 초코파이
- 2013 강글리오커피, 이선우로 개명후 일말의 순정으로 연기 데뷔